# Gyászos gyapjasmadár
A gyászos gyapjasmadár (Ciridops anna) a madarak osztályának verébalakúak (Passeriformes) rendjébe és a pintyfélék (Fringillidae) családjába tartozó kihalt faj.

## Rendszerezés
A fajt korábban a különálló gyapjasmadárfélék (Drepanididae) családjába sorolták.

## Előfordulása
A Hawaii-szigetek  területén élt. A természetes élőhelye szubtrópusi vagy trópusi nedves síkvidéki erdőkben volt.

## Kihalása
Semmit sem tudunk a kihalás okairól, bár az élőhely elvesztése szerepet játszhatott.